# Fernando Stefani
Fernando Daniel Stefani (n. el 19 de noviembre de 1975, Buenos Aires) es un ingeniero en materiales argentino, experto en nanotecnología. Es investigador principal del CONICET y su trabajo se centra en la manipulación en la nanoescala de luz, calor y materia.

## Biografía
Fernando Stefani se graduó como Ingeniero en Materiales en el Instituto de Tecnología Prof. Jorge Sabato (IT, UNSAM-CNEA), en 2001. Realizó un Doctorado en Cs. Naturales en el Max-Planck-Institute en Alemania, graduándose en 2004 con la presentación de la tesis "Confocal microscopy applied to the study of single entity fluorescence and light scattering".
Su carrera como investigador comenzó en Europa, siendo miembro del Instituto de Ciencias Fotónicas (ICFO) de Barcelona (2006-2008), líder de grupo en la Facultad de Física, Ludwig-Maximilians-Universität München en Munich (2008-2009) y en la Sociedad Max Planck (2011-2016).
Desde 2009 es investigador del CONICET y desde 2010 Profesor Adjunto en la Universidad de Buenos Aires (UBA). Además se desempeña como vicedirector del Centro de Investigaciones en Bionanociencias (CIBION, CONICET) desde 2012. Es asesor del senador Omar Perotti en la Comisión de Ciencia y Tecnología del Honorable Senado de la Nación.
En 2017, la revista Physics World consideró a su investigación en microscopios de fluorescencia  como uno de los diez mayores avances del año para la física. Stefani presentó una nueva metodología que permite superar el límite de visualización que existía en los microscopios de fluorescencia y lograr una resolución inédita.

## Premios y distinciones
- 2005: Medalla Otto Hahn de la Sociedad Max Planck (Alemania)
- 2014: Concurso Innovar, Premio en la categoría Investigación Aplicada (Argentina)
- 2014: Premio Estímulo de la Academia Nacional de Ciencias Exactas, Físicas y Naturales (Argentina)
- 2015: Mención a la Excelencia Académica, UBA (Argentina)
- 2015: Mercator Fellowship,  German Science Foundation (Alemania)
- 2017: Georg Foster Research Award, Alexander von Humboldt Foundation (Alemania)
- 2017: Concurso Innovar, Premio a la Innovación en la Universidad (Argentina)
- 2023: Premio Konex - Diploma al Mérito en Nanociencias y Química Analítica por la Fundación Konex (Argentina)[5]

## Publicaciones
Selección de las publicaciones más citadas según Google Scholar:
- Taminiau, T. H., Stefani, F. D., Segerink, F. B., & Van Hulst, N. F. (2008). Optical antennas direct single-molecule emission. Nature Photonics, 2(4), 234.
- Taminiau, T. H., Stefani, F. D., & van Hulst, N. F. (2008). Enhanced directional excitation and emission of single emitters by a nano-optical Yagi-Uda antenna. Optics express, 16(14), 10858-10866.
- Acuna, G. P., Bucher, M., Stein, I. H., Steinhauer, C., Kuzyk, A., Holzmeister, P., ... & Simmel, F. C. (2012). Distance dependence of single-fluorophore quenching by gold nanoparticles studied on DNA origami. ACS nano, 6(4), 3189-3195.
- Dondapati, S. K., Sau, T. K., Hrelescu, C., Klar, T. A., Stefani, F. D., & Feldmann, J. (2010). Label-free biosensing based on single gold nanostars as plasmonic transducers. Acs Nano, 4(11), 6318-6322.
- Stefani, F. D., Hoogenboom, J. P., & Barkai, E. (2009). Beyond quantum jumps: blinking nanoscale light emitters. Phys. today, 62(2), 34-39.